# Jacques Larue
Marcel Eugène Ageron dit Jacques Larue, né le 28 mars 1906 dans le 10e arrondissement de Paris et mort le 20 janvier 1961 dans le 16e arrondissement de Paris, est un parolier français.

## Biographie
À la fin des années 1930, Jacques Larue fait irruption dans la chanson en remportant d'emblée le Grand prix de l'A.B.C. par l'intermédiaire de Jean Sablon qui interprète Mon village au clair de lune (musique de Jean Lutèce).
Ensuite, collaborant notamment avec les compositeurs Louiguy et Alec Siniavine, il écrit, durant les années 1940, plusieurs succès pour Léo Marjane (L'Âme du diable, Tendrement tristement) et Maurice Chevalier (Ça sent si bon la France). Pour Lucienne Delyle, il écrit entre autres Je crois aux navires (musique de Marguerite Monnot), Le reste est sans importance (musique d'Alec Siniavine), Viens demain (musique de Louiguy), et surtout, il pose un texte délicat sur la célèbre mélodie composée par Django Reinhardt Nuages qui devient une chanson qu'elle interprète en 1942.
Dans les années 1950, son sens de la rime aidant, il donne à André Claveau quelques-unes de ses plus grandes chansons composées par Louiguy, dont Cerisier rose et pommier blanc et l'intemporelle Bon anniversaire (nos vœux les plus sincères...) devenue un classique national, chanson originale du film Un jour avec vous de Jean-René Legrand (1951).
Il écrit également pour Édith Piaf : Miséricorde (1955), Avec ce soleil (1956), Rue de Siam (1960), Les Bleuets d'azur (1961), et également pour Frida Boccara qui obtient l'un de ses premiers succès avec Cherbourg avait raison (1961).
Pour le cinéma français, il écrit les chansons des films : Le Camion blanc de Léo Joannon (1943), Amour et Compagnie de Gilles Grangier (1950), Sur le pavé de Paris, musique de Georges Auric, du film La Fête à Henriette de Julien Duvivier (1952) et le célèbre Rififi interprété par Magali Noël sur la musique de Philippe-Gérard composée pour le film non moins célèbre Du rififi chez les hommes de Jules Dassin (1955).
Des années 1950 aux années 1960, le nouveau disque microsillon influence la production musicale mondiale et propulse la chanson aux premiers rangs de la culture populaire, ce qui conduit Jacques Larue, comme beaucoup d'autres auteurs-compositeurs, à réaliser une multitude d'adaptations de succès provenant principalement d'Europe et d'Amérique.
On peut citer quelques reprises de grands hits : Rodolphe le renne au nez rouge (Le Petit Renne au nez rouge), adaptation de la chanson américaine Rudolph the Red-Nosed Reindeer (musique de Johnny Marks) interprétée par Les Sœurs Étienne (1951), Qui sait, qui sait, qui sait, adaptation de la chanson cubaine Quizás, Quizás, Quizáz (musique d'Osvaldo Farrés), interprétée par Luis Mariano et Henri Salvador, Avril au Portugal, adaptation française de la chanson portugaise Coimbra (musique de Raul Ferrão) interprétée par Yvette Giraud et Line Renaud, Bambino, interprétée par Dalida en 1956, adaptation française de la chanson italienne Guaglione (musique de Giuseppe Fucilli, alias Giuseppe Fanciulli, paroles italiennes de Nicola Salerno), Dans le bleu du ciel bleu (Volare ou Nel blu dipinto di blu), interprétée par Lucienne Delyle, adaptation de la chanson italienne Volare, lauréate au Festival de Sanremo 1959 (musique de Domenico Modugno), ou encore Les Enfants du Pirée, interprétée par Nana Mouskouri sur la musique grecque de Manos Hadjidakis du film Jamais le dimanche de Jules Dassin (1960).
Issues de la production anglo-saxonne, on retiendra ses reprises de chansons de films ou de comédies musicales à succès, ou bien encore ses textes subtilement alliés à des thèmes instrumentaux notables : Deux petits chaussons, interprétée par André Claveau, sur la musique composée par Charlie Chaplin pour son film Les Feux de la rampe (Limelight, 1952), Moulin Rouge, interprétée par André Claveau, musique de Georges Auric, reprise de la chanson It's April Again du film Moulin Rouge de John Huston (1952), I Love Paris, interprétée (entre autres) par Luis Mariano et Maurice Chevalier, musique de Cole Porter composée pour la comédie musicale Can-can (1953) relancée par son adaptation cinématographique Can-Can de Walter Lang (1960), jusqu'à l'une de ses dernières adaptations, Pepe, interprétée par Dalida, chanson composée par Hans Wittstatt pour le film Pepe de George Sidney (1960).

## Quelques-uns de ses interprètes
Liste non exhaustive
- Marcel Amont :
  - Les Bleuets d'azur, musique de Guy Magenta (1960)[7]
- Michèle Arnaud :
  - Cherbourg avait raison, coécrite avec Eddy Marnay, musique de Guy Magenta (1961)
- Jean-Pierre Bacri : Sixteen Tons de Merle Travis interprétée a cappella, paroles françaises de Jacques Larue, dans le long métrage Les Sentiments réalisé par Noémie Lvovsky en 2003 (Source : générique).
- Frida Boccara :
  - Cherbourg avait raison, coécrite avec Eddy Marnay, musique de Guy Magenta (1961)
- Marie Dubas
  - Monsieur est parti en voyage, musique de Mickael Carr[8]
- Maurice Chevalier :
  - Ça sent si bon la France, musique de Louiguy (1941)
  - I Love Paris, musique de Cole Porter, de la comédie musicale Can-Can (1953)
- André Claveau :
  - Cerisiers roses et pommiers blancs, musique de Louiguy (1950)
  - Bon anniversaire, coécrite avec Guy Diamant, musique de Louiguy, chanson du film Un jour avec vous (1951)
  - Deux petits chaussons, musique de Charlie Chaplin du film Les Feux de la rampe (Limelight, 1952)
  - Sous une ombrelle à Chantilly, musique de Louiguy (1951)
  - Moulin Rouge[6] (It's April Again), musique de Georges Auric, chanson du film Moulin Rouge (1952)
- Les Compagnons de la chanson :
  - Avec ce soleil, musique de Philippe-Gérard (1956)
- Dalida :
  - Bambino, adaptation de la chanson italienne Guaglione, musique de Giuseppe Fucilli (1956)
  - Come prima (Tu me donnes), coadaptation de la chanson italienne Come prima, avec Mario Panzeri sur une musique de Vincenzo Di Paola et Alessandro Taccani (1958).
  - Ciao ciao bambina, adaptation de la chanson italienne Piove (Ciao ciao bambina), musique de Domenico Modugno (chanson lauréate au Festival de Sanremo 1959)
  - Pepe, musique de Hans Wittstatt, adaptation de la chanson du film Pepe (1960)
- Lucienne Delyle :
  - Prière à Zumba, adaptation d'une chanson mexicaine composée par Agustín Lara (1939)
  - Je crois aux navires, musique de Marguerite Monnot (1940)
  - Le reste est sans importance, musique d'Alec Siniavine (1941)
  - Viens demain, musique de Louiguy (1941)
  - Nuages, musique de Django Reinhardt (1942)
  - Un toit qui penche, musique de Jean Lutèce (1942)
  - Marie des anges, musique de Francis Lopez (1943)
  - Gitanella, musique de Quintin Verdu (1944)
  - Embrasse-moi, chéri, musique d'Aimé Barelli (1946)
  - I Love Paris, musique de Cole Porter, de la comédie musicale Can-Can (1953)
  - Le Rififi (reprise après Magali Noël), musique de Philippe-Gérard, chanson du film Du rififi chez les hommes (1955)
  - Mais le trompette..., musique d'Aimé Barelli et de Philippe-Gérard (1956)
  - Piano, piano, adaptation, musique de Carlo Alberto Morelli et Piero Leonardi (1957)
  - Come prima (Tu me donnes), adaptation de la chanson italienne Come prima, musique d'Agostino Di Paola et Alessandro Taccani (1958)
  - Dans le bleu du ciel bleu (Volare ou Nel blu dipinto di blu), adaptation de la chanson italienne Volare, musique de Domenico Modugno (1958)
  - Les Bleuets d'azur, musique de Guy Magenta (1960)
- Anny Flore :
  - Sur le pavé de Paris, musique de Georges Auric, chanson du film La Fête à Henriette (1952)
- Yvette Giraud :
  - Ukraine, musique d'Alec Siniavine (1946) (également chantée par Léo Marjane)
  - Sous une ombrelle à Chantilly, musique de Louiguy (1951)
  - Avril au Portugal, adaptation de la chanson portugaise Coimbra, musique de Raul Ferrão
- Luis Mariano :
  - Qui sait, qui sait, qui sait, adaptation de la chanson cubaine Quizás, Quizás, Quizáz, musique d'Osvaldo Farrés
  - I Love Paris, musique de Cole Porter, de la comédie musicale Can-Can (1953)
- Léo Marjane :
  - Attends-moi mon amour, musique d'Alec Siniavine (1940)
  - Tendrement tristement, musique d'Alec Siniavine
  - L'Âme du diable, musique de Louiguy
  - On s'aimera quelques jours, musique de Louiguy
- Jean-Paul Mauric :
  - Sois pas fâchée, musique de Guy Magenta (1961)
- Yves Montand :
  - Nuages (reprise après Lucienne Delyle), sur la musique de Django Reinhardt
- Nana Mouskouri :
  - Les Enfants du Pirée, musique de Manos Hadjidakis du film Jamais le dimanche (1960)
- Magali Noël :
  - Le Rififi, musique de Philippe-Gérard, chanson du film Du rififi chez les hommes (1955)
- Patachou :
  - Avec ce soleil, musique de Philippe-Gérard (1956)
- Édith Piaf :
  - Amour du mois de Mai, musique de Wal-Berg (1948)
  - Miséricorde (1955)
  - Avec ce soleil, musique de Philippe-Gérard (1956)
  - Rue de Siam, musique de Guy Magenta (1960)
  - Les Bleuets d'azur, musique de Guy Magenta (1961)
- Line Renaud :
  - Avril au Portugal, adaptation de la chanson portugaise Coimbra, musique de Raul Ferrão
  - Ciao ciao bambina, adaptation de la chanson italienne Piove (Ciao ciao bambina), musique de Domenico Modugno (chanson lauréate au Festival de Sanremo 1959)
- Jean Sablon :
  - Mon village au clair de lune[3], musique de Jean Lutèce, Grand Prix de l'A.B.C. 1939
- Henri Salvador :
  - Qui sait, qui sait, qui sait, adaptation de la chanson cubaine Quizás, Quizás, Quizáz, musique d'Osvaldo Farrés
- Les Sœurs Étienne :
  - Rodolphe le renne au nez rouge (Le Petit Renne au nez rouge), musique de Johnny Marks, adaptation de la chanson américaine Rudolph the Red-Nosed Reindeer (1951)